# Cariamiformes
Cariamiformes é uma ordem de aves que compreende uma família atual e três extintas, e que tradicionalmente pertenciam a ordem dos gruiformes (Gruiformes). Estudos moleculares demonstraram que a ordem Gruiformes tradicional não era monofilética, e que as seriemas estavam mais próximas dos falconiformes que dos gruiformes.

## Famílias
- Cariamidae Bonaparte, 1853
- †Phorusrhacidae Ameghino, 1889
- †Bathornithidae Wetmore, 1933
- †Idiornithidae Brodkorb, 1965